# 2024년 서울국제실험영화페스티벌
제21회 서울국제실험영화페스티벌은 2024년 7월 18일(목)부터 7월 25일(목)까지 열린 영화제이다.

## 수상 및 후보

### BEST EXiS AWARD
- UNDR - 카말 알자파리 수상

### KOREAN EXiS AWARD
- 창 불 흐르는 - 권희수 수상

### Jungwoon AWARD
- 미스김라일락 - 정지수 수상

### 심사위원 특별 언급
- 밤의 땅 - 리차드 투오이, 다이애나 배리
- 고통 - 이반 포크터

### 엑스-나우
- UNDR - 카말 알자파리
- 거위의 변명 - 매디 아부 바하트, 아도 진 엘딘
- 원격 폐색 - 우트카르쉬
- 404호 - 엘리사 웬디, 와이 싱 리
- 표류하는 가능성 - 레오나르도 피론디
- 숲을 위한 야경곡 - 카타리나 바스콘셀루스
- 어린이 영화 - 토탈 리퓨절
- 시크릿 가든 - 누르 오와이다
- 미얀마 해부학 - 프라팟 지와랑산
- 앞으로의 작업 - 브루노 델가도 라모
- 밤의 땅 - 리차드 투오이, 다이애나 배리
- 더 큰 강과 숲의 평원에서 - 미구엘 드 제수스
- 사라짐 - 제임스 에드먼즈
- 터미널 아일랜드 - 샘 드레이크
- 트로트라인 설치 방법 - 칼 엘세서
- 오늘은 아주 특별한 날이고, 가끔은 - 맷 휘트먼
- 소셜 서클 - 사이토 에리
- 너무 오래 전, 멀지 않은 곳에 - 얀 웨이 인
- 고통 - 이반 포크터
- 가까운 들판에서 - 라이다 라순디, 렌 에벨
- 합성 인간의 재건 - 요이치로 세리자와
- No Re - 조승호
- 인간 불화적 랩소디 - 김숙현
- 미스김라일락 - 정지수
- 눈 내리는 기차 - 김지환
- 우리의 동굴 - 최희현
- 영원히 깊은 곳 - 오온유
- 해부학수업 챕터.2 - 유하나
- 일루전 - 노영미
- 카본펑크 러브 - 전태환
- 북극 정원 - 엘리 허경란
- 창 불 흐르는 - 권희수

### 인디비주얼
- 신성한 맥박 - 아나 바즈
- 손, 네거티브 - 아나 바즈
- 돌의 나이 - 아나 바즈
- 서방 - 아나 바즈
- 영화, 되찾다 - 아나 바즈
- 육지의 발견! - 아나 바즈
- 아메리카: 화살의 만 - 아나 바즈
- 놀라운 환상 - 아나 바즈
- 산을 자세히 응시하라 - 아나 바즈
- 원자 정원 - 아나 바즈
- 아피예미예키? - 아나 바즈
- 슈도스핑크스 - 아나 바즈
- 검은새를 보는 13가지 방법 - 아나 바즈
- 아메리카의 밤 - 아나 바즈
- 나무 - 아나 바즈

### 엑스-레트로
- 15일 - 스즈키 시로야스
- 잔디의 그늘 수확하기 - 스즈키 시로야스
- 석양의 감상 - 스즈키 시로야스
- 내 작은 정원 속 놀라운 꽃의 변화 - 스즈키 시로야스

### 아시아 포럼
- 바위 - 와이 싱 리
- 닭장 - 얼 가오
- 두 개의 솔로 하나의 댄스 세 개의 프레임 - 조셉 리
- 소리 없는 노래 - 하오-춘 찬, 츠-인 후이
- 고통의 내면 - 베로니카 바세토

### 엑스-프로덕션
- 부석(浮石) - 박규재
- 원룸 제단화 - 양석영